# Lu Yin (Tres Regnes)
|  | Per altres persones anomenades semblant, vegeu Lu Yin |

En aquest nom xinès, el cognom és Lu.
Lu Yin, nom estilitzat Jingzong, va ser un oficial administratiu que va servir a Wu Oriental durant el període tardà dels Tres Regnes de la història xinesa. Era el germà menor del primer ministre Lu Kai. Va derrotar Zhao Yu (Triệu Ẩu) i va pacificar Jiaozhou en el 248.

## Biografia
Lu Yin, era el germà menor de Lü Kai. Va començar servint com un administratiu imperial i secretari Imperial. Podia escollir els joves amb talent. L'hereu aparent Sun He sentí sobre ell i va intentar fer ús del seu do únic. Això va ocórrer casualment quan Quan Ji i Yang Zhu s'havien situat amb el Príncep de Lu, Sun Ba, i havien pres part per tractar dividir el poder amb He. Aleshores Yin fou empresonat. Sun He va ser enverinat i mai va poder dir adéu.
En l'11è any de Chiwu (赤烏) (el 248 EC), a Jiaozhi, els rebels bàrbars Jiuzhen van atacar diverses ciutats emmurallades (incloent-hi la ciutat de Mo), i ocasionar un gran enrenou. Lu Yin de Hengyang (衡陽) va rebre el rang d'Inspector de Jiaozhou de la mà del Sobirà de Wu. Va prendre les seves tropes i va entrar per la frontera sud, enviant un missatge als rebels. Yin amb la seva astúcia va aconseguir convèncer-los d'acceptar els seus termes. A Gao Liang (高涼) el comandant Huang Wu (黄吳) que tenia 3.000 llars a la seva disposició, va decidir de rendir-se. Yin va conduir l'exèrcit sud cap a eixa regió, i anunciant la seva sinceritat als aborígens va lliurar diners i objectes de valor. Els restants cent líders rebels i 50.000 llars, que havien estat inaccessibles i indisciplinats, es van inclinar davant Yin. De manera que el territori es va lliurar pacíficament. De seguida Lu Yin va ser ascendit a general que tranquil·litza el Sud. Una vegada més va ser enviat en una expedició punitiva contra els bandits de Ling Jian a Cang Wu. Els va derrotar ràpidament. De principi a fi va comptar amb una força militar de 8.000 homes (comentaris posteriors afirmen que Yin ajudaria més tard amb els conreus i a mantenir alimentada a la gent).”
Al primer any de Yong An (el 258 EC), va viatjar per servir com a controlador de Xiling i se li va conferir el títol de marquès del pavelló Du. Hi va haver un memorial presentat a la cort elogiant els seus èxits al sud.
Lu va morir i el seu fill Lu Shi el va succeir. Aquest va servir com Controlador de Chaisang i general que s'alça en la destresa.Al primer any de Tain Ce (el 275 EC), va unir-se a Xiong Yi per traslladar-se a Jian An. Al segon any de Tian Ji (el 279), va ser convocat a Jian Ye per resumir el seu lloc a l'exèrcit i esperar.